# Flugplatz Kolda

i7
i11
i13
Der Flugplatz Kolda (französisch Aérodrome de Kolda, IATA-Code: KDA, ICAO-Code: GOGK) ist ein Flugplatz außerhalb der Stadt Kolda  in der Region Kolda im Süden des Senegal.
Der Flugplatz wird von der Regierung Senegals für die zivile Luftfahrt betrieben. Er liegt rund drei Kilometer westlich des Stadtzentrums.